# لوح إلى لاهاي

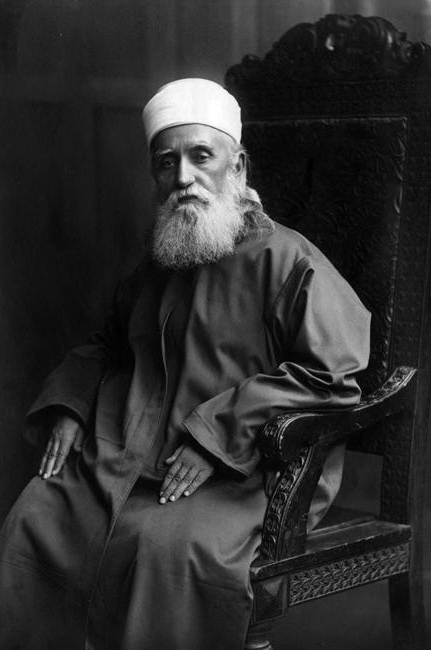
عبدالبهاء - كاتب "لوح إلى لاهاي"

كتبت "المنظمة المركزية للسلام الدائم" في لاهاي بهولندا رسالتين إلى عبدالبهاء، وأرسل إليهم عبدالبهاء لوحين ردًا على ذلك، أحدهما في 17 ديسمبر 1919م، والآخر في 1 يوليو 1920م. يحتوي هذان اللوحان على أفكار بهائية حول المتطلبات الأساسية لإحلال السلام العالمي. وفيها، وضع عبدالبهاء تحقيق السلام الدولي في إطار الحاجة إلى تغييراتٍ سياسيةٍ واقتصاديةٍ وثقافيةٍ أوسع، وذكر أن مجتمع الأمم المنشأ حديثًا يواجه العديد من القيود من أجل تحقيق هذه الأهداف. تم نشر اللوح الأول، والذي كان أكثر تفصيلاً، بعد عامين من كتابته، واعتبره شوقي أفندي أن له "أهمية تاريخية لا حصر لها"، وتم نشر اللوح الثاني بعد سنواتٍ.

## نبذة تاريخية

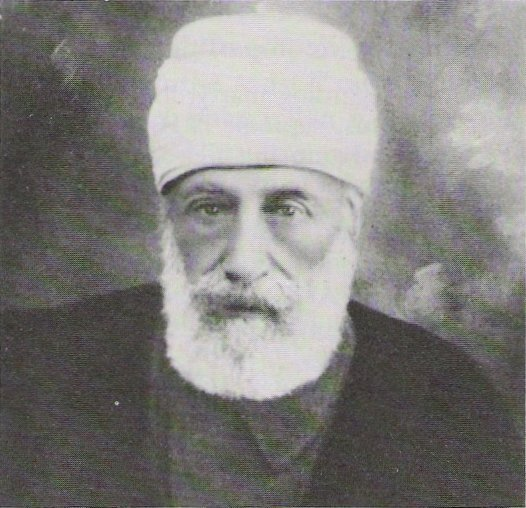
ابن الأصدق - الذي كتب إلى المنظمة المركزية للسلام الدائم مقترحًا إليهم بطلب التوجيه من عبدالبهاء بخصوص موضوع السلام العالمي

عندما اجتمعت المنظمة المركزية للسلام الدائم، نشرت دستورها في الصحف في جميع أنحاء العالم. قرأ ذلك السيد أحمد يزداني الذي قام بالتشاور مع ابن الأصدق أيادي الأمر، فكتب ابن الأصدق رسالةً إلى المنظمة لإبلاغهم بالمبادئ البهائية، واقترح عليهم طلب التوجيه من عبد البهاء فيما يتعلق بهدفهم لإرساء السلام العالمي. كتبت المنظمة رسالةً عبر السيد يزداني إلى عبد البهاء بتاريخ 11 فبراير 1916م. عندما وصلت الرسالة، كشف عبد البهاء عن "لوح إلى لاهاي" الذي تم تسليمه شخصيًا إلى المنظمة من قبل السيد يزداني والسيد ابن الأصداق في يونيو 1920م. كانت الرسالة مؤرخةٌ في 11 فبراير 1916م، لكنها لم تصل لسنواتٍ عديدةٍ بسبب الحرب. بحلول الوقت الذي وصلت فيه الرسالة، كانت المنظمة قد تم حلها بالفعل في يونيو 1919م بعد التوقيع على معاهدة فرساي.

## المحتوى
يقدم عبد البهاء في لوح إلى لاهاي نظرةً عامةً عن المبادئ البهائية، والتي تشمل ما يلي:
- إعلان السلام العالمي.
- التحقّق المستقل عن الحقيقة.
- وحدة الجنس البشري.
- يجب أن يكون الدين سببًا للأخوة والمحبة.
- يجب أن يكون الدين متوافقًا مع العلم والعقل.
- نبذ التحيزات الدينية والعنصرية والسياسية والاقتصادية والوطنية.
- ضرورة وجود لغة عالمية واحدة.
- المساواة بين المرأة والرجل.
- المشاركة التطوعية للممتلكات الفردية.
- تحرر الإنسان من قيود عالم الطبيعة.
- الدين هو الضمان لحفظ الإنسان.
- ينبغي الجمع بين الحضارة المادية والحضارة المعنوية.
- تعزيز التعليم.
- العدالة وحقوق الإنسان.

أعلن فيها أن عصبة الأمم "غير قادرةٍ على إرساء السلام العالمي"، ودعى إلى إنشاء محكمةٍ عليا تمثّل جميع بلدان العالم:
| « | عندما تصدر المحكمة العليا حكمًا في أي مسألةٍ دوليةٍ، سواء بالإجماع أو برأي الأغلبية، لن يكون هناك أي ذريعةٍ للمدعي أو أي سببٍ للاعتراض للمدعى عليه. في حالة إهمال أو مماطلة أيٍ من الحكومات أو الدول في تنفيذ قرار المحكمة العليا غير القابل للدحض، فإن بقية الدول ستثور ضدها، لأن جميع حكومات ودول العالم مؤيدةٌ لهذه "المحكمة العليا". | » |

## اللوح الثاني إلى لاهاي
كتبت المنظمة ردًا على "لوح إلى لاهاي" في 12 يونيو 1920م. ردّ عبد البهاء بلوحٍ آخر إلى لاهاي في 12 يوليو 1920م.

## أنظر أيضًا
- كتابات عبدالبهاء
- المنظمة المركزية للسلام الدائم
- اتفاقيات لاهاي لعامي 1899 و1907

## روابط خارجية
- رحلة "لوح إلى لاهاي" الصادرة من عبد البهاء إلى المنظمة المركزية للسلام الدائم في لاهاي – تسلسل زمني للصور
- السلام العالمي وعدٌ حقٌ